# Сафронов Арсеній Михайлович
Арсеній Михайлович Сафронов (24 червня 1903, село Андрониха Московської губернії, тепер Лотошинського міського округу Московської області, Російська Федерація — 13 жовтня 1957, місто Москва, тепер Російська Федерація) — радянський державний діяч, міністр фінансів РРФСР, 1-й заступник голови Ради міністрів РРФСР. Депутат Верховної ради РРФСР 2—4-го скликань. Депутат Верховної ради СРСР 4-го скликання.

## Життєпис
Народився в бідній селянській родині. З 1914 року був учнем на фабриці.
У 1920—1923 роках — районний фінансовий інспектор Маріупольського окружного фінансового відділу Народного комісаріату фінансів УСРР.
У 1923—1925 роках служив у Червоній армії.
З 1925 року — фінансовий агент, фінансовий інспектор, начальник відділу податків Московського міського фінансового відділу.
Член ВКП(б) з 1927 року.
У 1934—1938 роках — завідувач Сталінського районного фінансового відділу міста Москви, заступник завідувача Московського міського фінансового управління.
У 1937 році закінчив факультет особливого призначення при Народному комісаріаті фінансів СРСР.
13 серпня 1938 — 1 грудня 1939 року — завідувач Московського міського фінансового управління.
23 жовтня 1939 — 28 березня 1941 року — народний комісар фінансів Російської РФСР.
У 1940—1945 роках — заступник голови правління Державного банку СРСР.
18 липня 1945 — 12 липня 1949 року — народний комісар (з березня 1946 року — міністр) фінансів Російської РФСР.
12 липня 1949 — 13 жовтня 1957 року — 1-й заступник голови Ради міністрів Російської РФСР.
Помер 13 жовтня 1957 року після важкої хвороби в Москві. Похований на Новодівочому цвинтарі Москви.

## Нагороди
- орден Трудового Червоного Прапора
- медалі